# 科茨克
51°39′N 22°27′E / 51.650°N 22.450°E

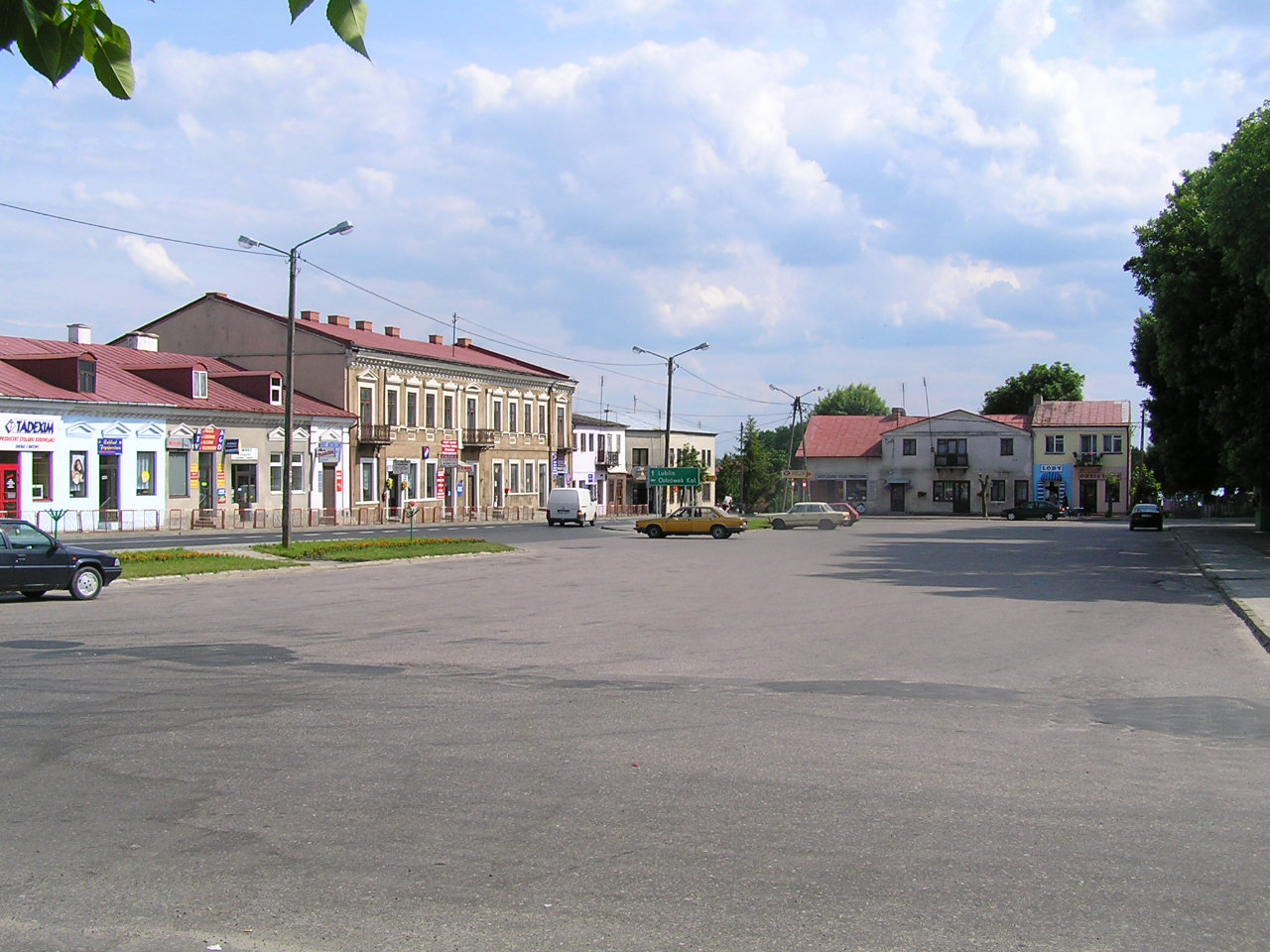

科茨克是波蘭的城鎮，位於該國東部，距離首都華沙120公里，由盧布林省負責管轄，始建於十世紀，面積16.78平方公里，人類在該鎮附近居住的歷史可追溯至公元前五千年，2006年人口3,478。

## 外部連結
- Rootsweb: Kock Gmina Page （页面存档备份，存于）
- Jewish cemetery in Kock